# Fujiwara no Maro
Fujiwara no Maro (藤原麻呂, , 695 - 737)  foi um nobre membro da Corte do período Nara da história do Japão. Fundador do ramo Kyōke do Clã Fujiwara.

## Vida
Filho de Fujiwara no Fuhito. e de Oie no Iratsume (ex-mulher do imperador Temmu).  Maro tinha três irmãos: Fusasaki , Muchimaro e Umakai. Os quatro irmãos são conhecidos por terem estabelecido as "quatro casas" dos Fujiwara 
Um de seus filhos foi Fujiwara no Hamanari .

## Carreira
Maro era sakyō no dayū (posto administrativo com responsabilidade sobre o lado esquerdo da capital) durante o reinado do Imperador Shōmu (724—749).
Quando ficou acertado que a Imperatriz Koken seria a sucessora Maro e seus irmãos foram promovidos como Sangi ao Conselho de Estado 
Em 737 ( 7º mês do nono ano de Tenpyo ), Maro morre aos 42 anos . Uma epidemia de varíola causou a morte de Maro e seus três irmãos .
| Precedido por Ninguém | -- 1º Líder do Kyōke Fujiwara (?? - 737) | Sucedido por Fujiwara no Hamanari |